# Pristigaster cayana
Pristigaster cayana är en fiskart som beskrevs av Cuvier 1829. Pristigaster cayana ingår i släktet Pristigaster och familjen Pristigasteridae. Inga underarter finns listade i Catalogue of Life.